# Neuseeländische Rugby-League-Nationalmannschaft
Die neuseeländische Rugby-League-Nationalmannschaft, auch bekannt unter ihren Spitznamen Kiwis, vertritt Neuseeland auf internationaler Ebene in der Sportart Rugby League. Seltener wird das Team in Anlehnung an die All Blacks auch als All Golds bezeichnet. Genau wie jene treten die Kiwis bei ihren Spielen in schwarzen Trikots und schwarzen Hosen an, tragen jedoch ein weißes V auf der Brust  und weiße Ringe an den Stutzen. Neuseeland nahm an allen 14 bisher ausgetragenen Rugby-League-Weltmeisterschaften teil und konnte 2008 erstmals den Titel gewinnen.

## Geschichte
1907 reiste eine neuseeländische Mannschaft bestehend aus All Blacks, die sich mit dem Professionalisierungsverbot im Rugby Union nicht mehr abfinden wollten, nach Großbritannien und adaptierte dort die Regeln der abgespaltenen Northern Union. Diese „Professional All Blacks“ erhielten als Abgrenzung zu den Amateuren den Spitznamen All Golds und brachten die neue Sportart Rugby League mit nach Neuseeland. Anders als in Australien konnte sich der neue Code jedoch nicht vollends etablieren. Das lag einerseits an den massiven Maßnahmen der New Zealand Rugby Union, welche nichts unversucht ließ, um die neue Konkurrenz zu schwächen, andererseits aber auch am unprofessionellen Verhalten der neuseeländischen Profis. So wurde beispielsweise Großbritannien-Tour der All Golds 1927 von einigen Spielern nach unzähligen Eskapaden vorzeitig abgebrochen, woraufhin man zwölf Jahre lang nicht mehr in Europa spielte. 1938 erhielt die Mannschaft für eine Australien-Tour offiziell den Spitznamen Kiwis.
In der Nachkriegszeit gelangen den Kiwis einige beachtliche Erfolge, so brachte man beispielsweise den Australiern im Jahre 1952 durch ein 49:25 die höchste Niederlage ihrer Geschichte bei und besiegte Großbritannien im Jahr 1962 mit 19:0. Bei der neu eingeführten Rugby-League-Weltmeisterschaft konnte das Team jedoch nicht mit den beiden führenden Nationen konkurrieren und landete 1954, 1968, 1970 und 1972 auf dem vierten und somit letzten Platz. Erst 1988 zog Neuseeland erstmals ins WM-Finale ein, unterlag dort allerdings den Kangaroos im heimischen Eden Park mit 12:25. Ihre zweite Vize-Weltmeisterschaft erreichten die Kiwis im Jahr 2000, abermals musste man sich im Endspiel den dominierenden Australiern geschlagen geben.
2005 gewann Neuseeland erstmals das 1999 ins Leben gerufene Tri-Nations-Turnier. 2008 schlug man im dritten Anlauf die australische Nationalmannschaft im WM-Finale von Brisbane mit 34:20 und errang dadurch den ersten WM-Titel. Diese Entwicklungen verdeutlichten den Aufstieg der Kiwis zum härtesten Rivalen Australiens im internationalen Rugby League. Wenngleich man das vierte WM-Finale im Jahr 2013 deutlich mit 2:34 gegen den großen Nachbarn verlor, deuteten die Erfolge der Jugendmannschaften auf eine große Zukunft hin. Nach dem Sieg im Four Nations 2014 stand Neuseeland seit Mai 2015 erstmals an der Spitze der RLIF World Rankings. Nach einer deutlichen 8:34-Finalniederlage gegen die Australier beim Four Nations 2016 büßten sie ihre Spitzenposition allerdings wieder ein.
Bei der WM 2017 enttäuschten die Kiwis vor heimischer Kulisse auf der ganzen Linie, verloren in der Vorrunde gegen Tonga und schieden im Viertelfinale gegen Fidschi aus.

## Sonstiges
Genau wie die neuseeländische Rugby-Union-Nationalmannschaft führen die Kiwis vor jedem Spiel den Haka, den berühmtem Kriegstanz der Māori, auf. Unter der polynesischen Bevölkerung Neuseelands, insbesondere in der Region Auckland, erfreut sich Rugby League besonders großer Beliebtheit.

## Erfolge
- Weltmeisterschaft (1): 2008
- Tri-Nations / Four Nations (3): 2005, 2010, 2014